# Eline Tolstoy
Eline Tolstoy is een Nederlandse sterrenkundige. 

## Levensloop
Tolstoy groeide op in Schotland, studeerde in Leiden en promoveerde in 1995 aan de Rijksuniversiteit Groningen, onder begeleiding van A. Saha, P.C. van der Kruit en H. Butcher. De titel van het proefschrift was Modeling the resolved stellar populations of nearby dwarf galaxies. Hierna werkte ze onder andere bij het Space Telescope Science Institute, de Space Telescope European Coordinating Facility, bij ESA en bij ESO. Sinds 2001 werkt ze aan de Rijksuniversiteit Groningen.
In 2006 was ze hoorcollegedocent van het jaar van de faculteit wiskunde en natuurwetenschappen in Groningen. In 2007 ontving ze een Vici-subsidie van de Nederlandse Organisatie voor Wetenschappelijk Onderzoek. In datzelfde jaar won Tolstoy de Pastoor Schmeitsprijs, gelijktijdig met Simon Portegies Zwart.
Ze is sinds 2011 hoogleraar aan het Kapteyn Instituut van de Rijksuniversiteit Groningen. Ze onderzoekt de sterpopulaties van (dwerg)sterrenstelsels in de Lokale Groep om zo de vorming en (chemische) evolutie van sterrenstelsels te leren begrijpen. Tolstoy is de Nederlandse projectleider van het MICADO-instrument dat bij de European Extremely Large Telescope komt.